# Limenitis attica
Limenitis attica är en fjärilsart som beskrevs av Felder 1867. Limenitis attica ingår i släktet Limenitis och familjen praktfjärilar. Inga underarter finns listade i Catalogue of Life.